# 鷹記電視台

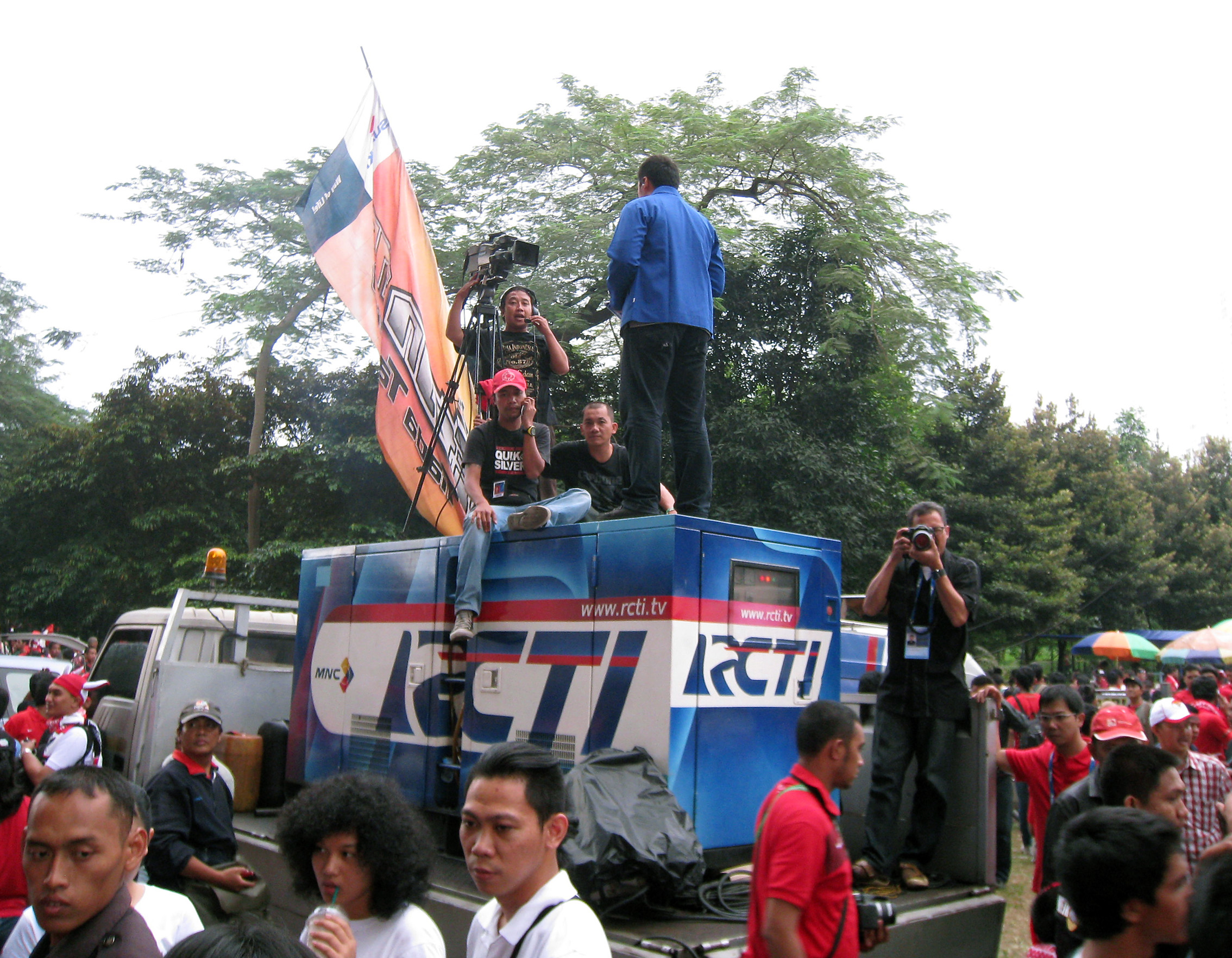
RCTI新闻部工作人员在雅加达格罗拉蓬卡诺体育场报道2010年铃木杯比赛。

鷹記電視台（简称RCTI），一译雄鹰电视台，是印度尼西亚第一个商业和私营電視聯播網，总部设在西雅加达。成立于1988年。这个电视台播出《印尼偶像》、《X因素》、《印尼大廚》、《新星印度尼西亞》、《印尼之音》、《印尼達人》（2018年年底），以及电影、新闻和时事、真人秀和宗教节目。该网络的旗舰新闻节目是Seputar Indonesia，后来在2009年2月扩大到4个版本。
該頻道還可以透過 Telkom-4 衛星（頻率：4034/H/16600）在印尼境外（不包括馬來西亞、新加坡和東帝汶）使用。

## 背景
印尼政府在1988年11月6日第四個五年建設計劃仍在實行期間開放電視市場，准許民間資本開辦電視台，結束國營電視台——印度尼西亞共和國電視台的壟斷地位。1989年8月24日早上，蘇哈托總統為印尼第一家私營地面電視台主持正式啟播的儀式，晚間節目的啟播儀式則由新聞部長哈爾莫科主持。鷹記電視台起初在大雅加達地區以收費電視台的模式播放節目，至1990年獲發許可證，開始在全國範圍播放節目。目前鷹記電視台由群岛印象传媒集团全資擁有，姐妹頻道還包括MNC全資擁有的GTV和MNC公司持股75%的私营电视台群岛印象电视台:76。